# АЭС «Ловииса»
АЭС Ловииса (фин. Loviisan ydinvoimalaitos, швед. Lovisa kärnkraftverk) — атомная электростанция, расположенная на финском острове Хястхолмен, в 15 км юго-восточнее города Ловийса. 
Принадлежит государственному концерну Fortum (до 1998 года — IVO). 
Два реактора АЭС Ловииса производят более 10 % потребляемой в Финляндии электроэнергии.

## Описание станции
Станция имеет два энергоблока с советскими водо-водяными реакторами ВВЭР-440/213 номинальной электрической мощностью 440 МВт. Реакторы изготовлены на Ижорском заводе, турбины произведены на Харьковском турбинном заводе. Станция оснащена системами безопасности и управления западного производства. Строительную часть выполнили финские компании. Первый реактор начал работу в феврале 1977 года, второй — в ноябре 1980 года. В результате модернизации 1997—2002 годов мощность каждого реактора была поднята с первоначальных 440 МВт до 488 МВт, а в 2010-е годы — и до 510 МВт. В 2017—2018 году была проведена ещё одна модернизация в ходе которой мощность обоих реакторов была увеличена до 531 МВт. В 2017 году АЭС Ловииса произвела более 10 % от общего потребления электроэнергии Финляндии. В России по аналогичному проекту ВВЭР-440/В-213 построена Кольская АЭС.
Проектирование выполнялось под руководством В. В. Соболева ленинградским отделением ВГНИПКИИ «Атомэнергопроект» (ЛОАЭП) (в настоящее время ОАО «СПбАЭП»). Координацию проектирования и строительства осуществляла советская компания «Атомэнергоэкспорт». Чтобы станция соответствовала финским нормам ядерного регулирования, компании Westinghouse и Siemens поставили дополнительное оборудование и осуществляли инженерно-техническую поддержку. Неординарное соединение американских и советских разработок среди работников станции получило прозвище «Eastinghouse» (по аналогии с Westinghouse). На АЭС достигнуты и в течение всей эксплуатации удерживаются очень высокие показатели коэффициента использования установленной мощности (КИУМ) при полном соблюдении требований безопасности и охраны окружающей среды.
Вывод из эксплуатации 1-го и 2-го энергоблоков планируется на 2027 и 2030 года соответственно. Но скорее всего осуществлён не будет, так как техническое состояние и безопасность АЭС позволяет эксплуатировать её далее, после небольшой реконструкции.
Концерн планировал возвести на площадке АЭС Ловииса третий реактор предполагаемой электрической мощностью 800—1600 МВт. 21 апреля 2010 финское правительство отклонило заявление Fortum на постройку нового реактора в Ловиисе, однако руководство Fortum по-прежнему заявляет о планах производства атомной энергии на этой площадке и после 2030 года, когда старые реакторы выработают свой ресурс.

## Энергоблоки
| Энергоблок | Тип реакторов | Мощность | Мощность | Начало строительства | В сети     | Коммерческий пуск | Закрытие    |
| Энергоблок | Тип реакторов | Чистый   | Брутто   | Начало строительства | В сети     | Коммерческий пуск | Закрытие    |
| ---------- | ------------- | -------- | -------- | -------------------- | ---------- | ----------------- | ----------- |
| Ловииса-1  | ВВЭР-440/213  | 507 МВт  | 531 МВт  | 01.05.1971           | 08.02.1977 | 09.05.1977        | 2027 (план) |
| Ловииса-2  | ВВЭР-440/213  | 507 МВт  | 531 МВт  | 01.08.1972           | 04.11.1980 | 05.01.1981        | 2030 (план) |